# Erdmann Neumeister

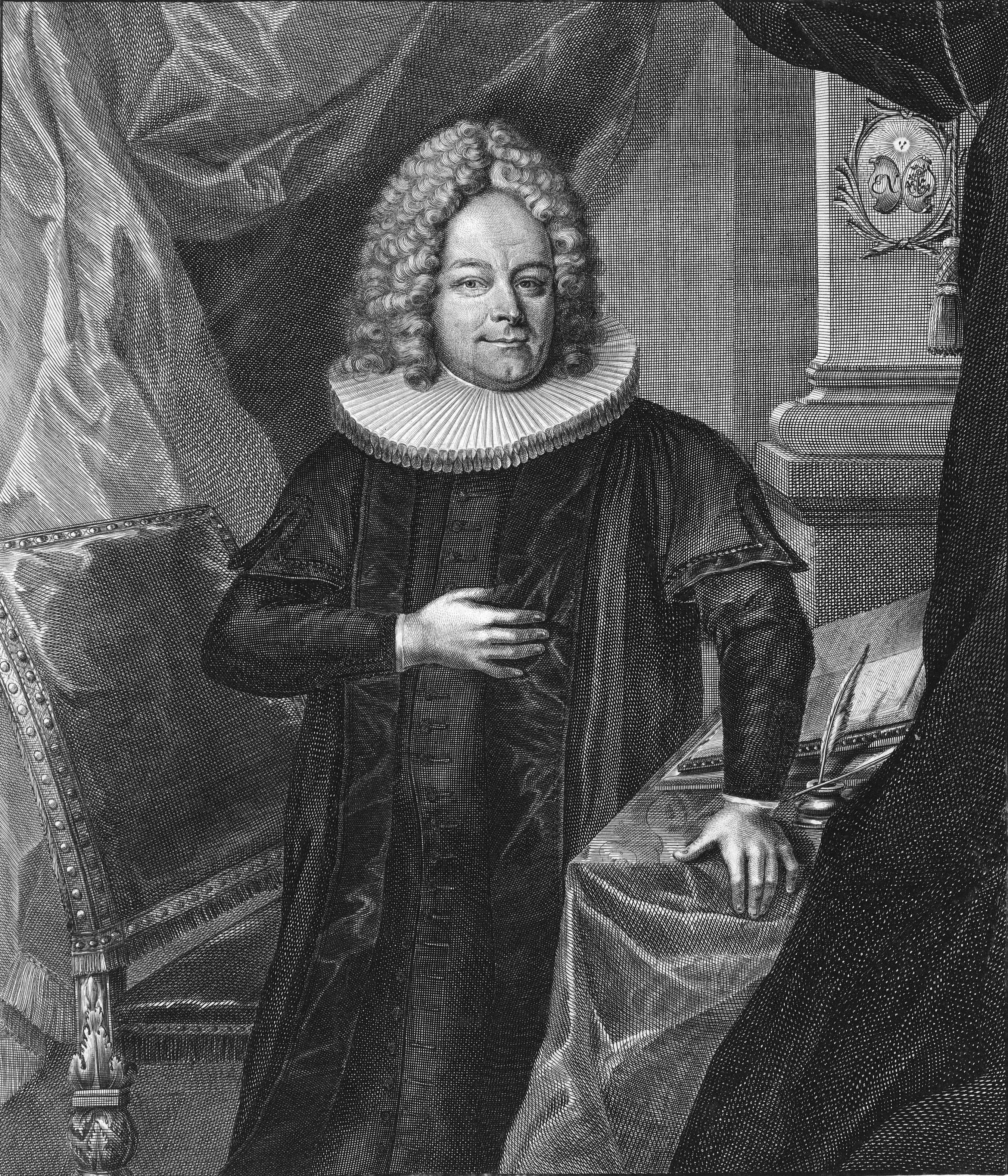
Erdmann Neumeister 1719

Erdmann Neumeister (* 12. Mai 1671 in Uichteritz; † 18. August 1756 in Hamburg) war ein deutscher Kirchenliederdichter, Poetiker und Theologe der Barockzeit.

## Leben
Erdmann Neumeister war der Sohn des aus Wurzbach stammenden Schulmeisters, Organisten und Verwalters Johann Neumeister und der Margaretha geb. Francke aus Weida. Er besuchte nach Erhalt einer stipendienartigen Stadtstelle von April 1686 bis Januar 1691 die kursächsische Landesschule Pforta. Ab dem Frühjahr 1691 studierte er in Leipzig Evangelische Theologie und Poetik. Am 25. Februar 1694 wurde Neumeister Baccalaureus Artium und zugleich Magister. 1695 legte er seine Habilitationsschrift „De poetis germanicis“ vor und wurde Dozent für Dichtkunst. Anlässlich einer Kur in Bibra nahm ihn der dortige Pfarrer Büttner 1696 als Substitut an.
Ab 1697 wirkte Neumeister als Bibraer Pfarrer und Adjunkt der Eckartsbergischen Superintendentur; anfangs sogar unter großen materiellen Schwierigkeiten. Er heiratete am 24. November 1697 in Weißenfels Johanna Elisabeth Meister, eine Tochter des herzoglichen Küchenmeisters Christoph Meister. 1704 gelang es ihm, als Hofdiakon in Weißenfels am dortigen Hof angestellt zu werden. Hier kam er in Kontakt mit dem Komponisten Joh. Philipp Krieger. Bereits 1706 wurde er Oberhofprediger, Konsistorialrat und Superintendent in Sorau in der Niederlausitz, als er Anna Maria von Sachsen-Weißenfels nach deren Verheiratung an Erdmann II. von Promnitz begleitete. Bereits dort begann sein lebenslanger theologischer Kampf gegen den Pietismus. In Sorau hatte er engen Kontakt zu Georg Philipp Telemann. Da sich seine gräflichen Herren mehr und mehr pietistischen Ansichten zuwandten, verließ Neumeister Sorau in Unfrieden und bewarb sich erfolgreich in Hamburg.
Von 1715 bis zu seinem Tode 1756 war er Hauptpastor an der Jakobikirche in Hamburg. In seinen Schriften übernahm er auch anti-semitische Thesen von Martin Luther, unter anderem auch den Vorwurf des Ritualmordes. Neumeister verfasste auch einen Lexikon-Artikel „Juden, oder Jüden“, den die Historikerin Barbara Suchy als „Hetzpredigt“ charakterisierte. Neumeisters Fürsprache, Johann Sebastian Bach als Organisten zu verpflichten, fand 1720 im Kirchenvorstand kein Gehör. 1747 hielt er seine Jubelpredigt zum 50-jährigen Amtsjubiläum. Neumeister starb 85-jährig und fast blind am 18. August 1756. Sein Grab in der Kirche wurde wie viele andere 1944 bei einem Bombenangriff zerstört, nur ein ihn porträtierendes überlebensgroßes Ölbild hinter der Kanzel blieb erhalten.

## Wirken

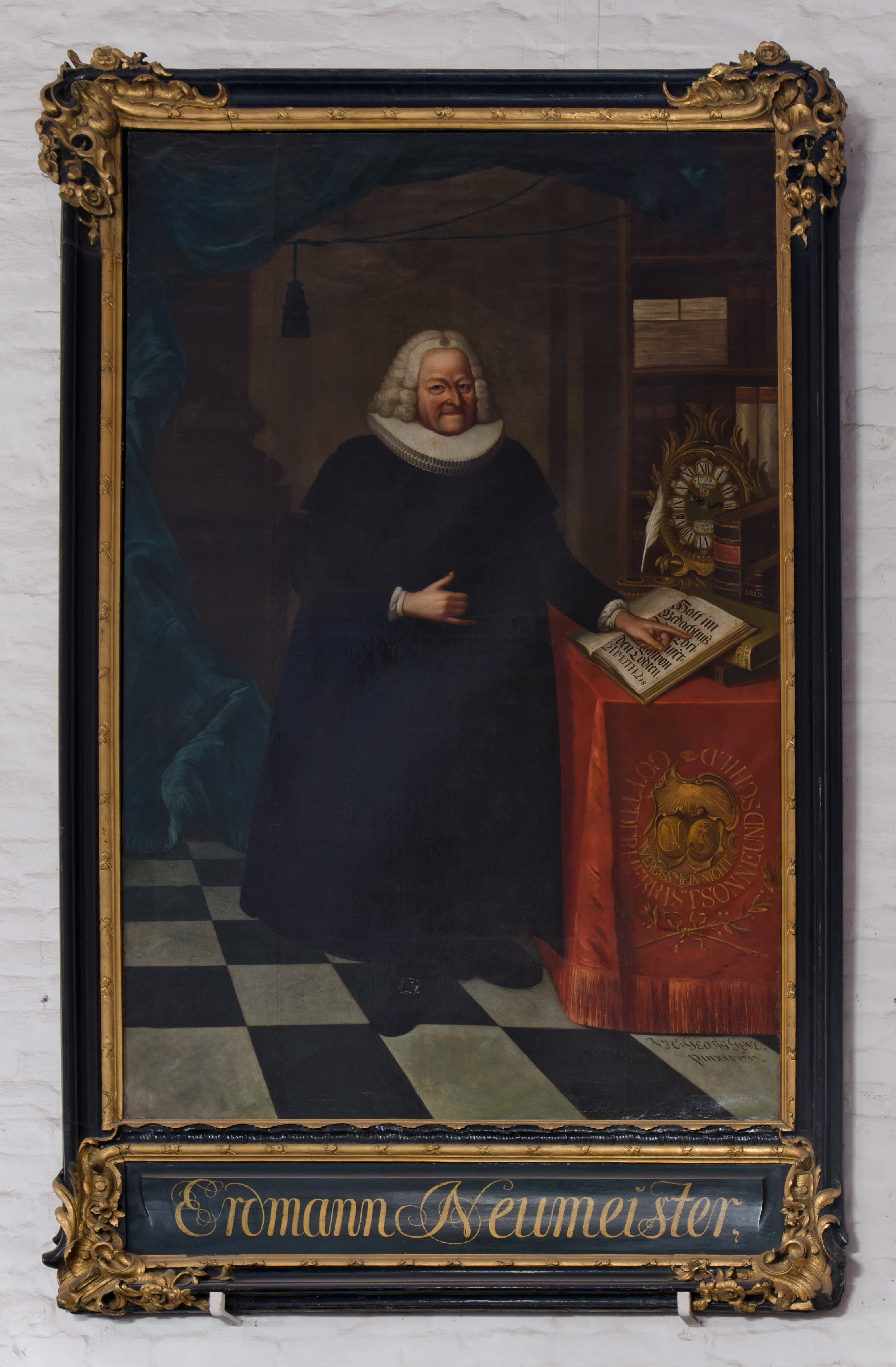
Gemälde in St.-Jacobi, Hamburg

Neumeister schrieb zahlreiche Kantatentexte und führte erstmals in dieser Gattung nach dem Vorbild der Oper Rezitative und Arien ein. Christoph Graupner komponierte zwischen seiner Anstellung in Darmstadt als designierter Kapellmeister in den Jahren 1709 und 1711 mindestens elf Kantaten auf Neumeisters Texte. Insgesamt fünf seiner wegweisenden Texte wurden durch Johann Sebastian Bach zwischen 1711 und 1714 vertont (Gleichwie der Regen und Schnee vom Himmel fällt, BWV 18, Nun komm, der Heiden Heiland, BWV 61, BWV 24, BWV 28 und Wer mich liebet, der wird mein Wort halten, BWV 59). Weitere Komponisten, die seine Libretti vertonten, waren Philipp Heinrich Erlebach, Johann Philipp Krieger und Georg Philipp Telemann. Neumeisters literarisches Werk umfasst ferner zahlreiche Erbauungsschriften sowie Jugendgedichte moralisch-satirischer Natur. Meusels Lexikon verzeichnet nahezu 200 Druckschriften von Neumeister.
Bereits im Alter von 24 Jahren hatte er 1695 unter dem Titel De Poetis Germanicis einen geistvollen, scharf kritischen Überblick über die gesamte damalige deutsche Barockliteratur verfasst. Erst durch Günter Merwalds Verdeutschung von 1978 sind diese spöttisch-kritischen Äußerungen, die dem generell akzeptierten Barock-Kanon in überraschender Weise widersprechen, einem breiten Publikum zugänglich geworden. 1707 veröffentlichte er eine schon in Leipzig entstandene poetologische Schrift unter dem Titel Allerneueste Art zur reinen und galanten Poesie zu gelangen, die er von seinem Freund Christian Friedrich Hunold herausgeben ließ, da sich die darin enthaltenen weltlichen Liebesgedichte seiner Jugendjahre nicht mit seinem geistlichen Stand vereinbaren ließen.

## Verwandtschaftliche Verbindungen
Erdmann Neumeister hatte verschiedene verwandtschaftliche Verbindungen zu Theologen und Geisteswissenschaftlern seiner Zeit:
- Johannes Francke (1604–1684), Superintendent zu Weida, war der ältere Bruder von Neumeisters Großvater Friedrich Francke
- Johannes Gottwerth Müller (1743 Hamburg – 1828 Itzehoe) genannt Müller von Itzehoe, Schriftsteller, war Erdmann Neumeisters Enkel und Sohn von Caroline Ehrenmuth Neumeister
- Kinder: Adolphine Christiane, Erdmann Gotthold, Erdmann Gottlieb, Erdmann Gottwert, Caroline Ehrenmuth, Augustine Elisabeth (1726 Ehe mit Christian Wilhelm Volland), Ernestine Marianne (1731 Ehe mit Johann Daniel Kluge)

Erdmann Gotthold als ältester Sohn wurde Superintendent in Eckartsberga, Erdmann Gottlieb Neumeister war 1739 Diaconus an der Jakobikirche in Hamburg geworden, aber schon 1742 gestorben, sein Bruder Erdmann Gottwert folgte ihm 1742 in das Amt des Diakonus.
Vorfahren als Ahnenreihe
- 1. Erdmann Neumeister
- 2. Johann Neumeister, 14. April 1642 Wurzbach – 26. April 1716 Uichteritz
- 3. Margarete Francke, 2. Mai 1637 Weida – 1. Dezember 1732 Uichteritz
- 4. Jacob Neumeister, Weinhändler aus Wurzbach
- 6. Friedrich Francke, 30. März 1611 Weida – 1638 Weida, Weißbäcker
- 7. Sara Blauschmied
- 12. Bartholomäus Francke, 1576 Weida – 23. Januar 1651 Markersdorf, Pfarrer
- 13. Margaretha Juditha Wagner, * 29. November 1584 Burkersdorf
- 24. Bartholomäus Francke, 1546 Weida – 1609 Weida, Stadtrichter
- 26. (Pfarrer) Wagner
- 48. Bartholomäus I. Francke, * ca. 1490 – 1553 Weida, Gastwirt
- 49. Margarethe

## Gedenktag
18. August im Evangelischen Namenkalender.

## Werke (Auswahl)
- Valediktionsarbeit über J.G. Carlowitz, Schulpforta 1691, Archiv u. Bibliothek der Landesschule Pforta.
- De Poetis Germanicis hujus seculi. Nachdruck d. Ausgabe v. 1695 mit deutscher Übersetzung von Günter Merwald, hrsg. Franz Heiduk. Francke, Bern 1978.
- M. Erdmanns Neumeisters Abgenöthigte Defensions-Schrifft/ wider L. Joh. Georgii Albini Schmäh-Schrifft/ die er seiner absurden und ausgeschriebenen Disputationi Inaugurali irraisonnabel, alber und ungereimt anhänget Cölln 1695 (digitale.bibliothek.uni-halle.de Digitalisat).
- Das Klagende Zion auf den Weißen Felsen über Den allzufrühen … Todes-Fall Des … Herrn Johann Adolphen/ Hertzogen zu Sachsen … / Am Trauer-Tage Der … Beerdigung/ Den 25. Iulii, An. 1697. … entworffen von Erdmann Neumeister/ P. S. in Biebra. Fleischer, Leipzig 1697 (digitale.bibliothek.uni-halle.de Digitalisat).
- Lob-Gedichte des so genannten Bauer-Hundes/ Oder Fürstl. Leib-Hundes zu Weissenfels: Mit allerhand Sitten-Lehren und angenehmen Galanterien Moralisch vorgestellet / von einem Tugend-Freund und Laster-Feind o. J., um 1700 (digitale.bibliothek.uni-halle.de Digitalisat).
- Poetische Früchte der Lippen in Geistlichen Arien, über alle Sonn-, Fest- und Apostel-Tage […] in die Hochfürstl. Sächs. SchlossCapelle zu Weissenfels zur Kirchen.Music übergeben. Bibra 1700 (diglit.ub.uni-heidelberg.de Digitalisat).
- Der Zugang zum Gnadenstuhl Jesu Christi. Weißenfels 1703.
- Geistliche Kantaten. 1705 (daten.digitale-sammlungen.de Digitalisat).
- Worte der Weisen. Weißenfels 1707.
- Allerneueste Art zur reinen und galanten Poesie zu gelangen. Hrsg. von Christian Friedrich Hunold. Hamburg 1707 u. ö.; archive.org.
- Der Priesterliche Lippen in Bewahrung der Lehre. Leipzig und Görlitz 1714.
- Fünffache Kirchen-Andachten, bestehend in … Arien, Cantaten und Oden. Leipzig 1717, urn:nbn:de:bvb:12-bsb11288846-7.
- Heilige Sonntags=Arbeit. Leipzig 1717.
- Praefat. vor Herr D. Joh. Frid. Mayers, P.P. und Past ad D. Jacob Hainb. Hamburgischen Sabbath. Hamburg 1717.
- Praef. vor des Engeländischen Pred. in Londen, Thomae Brooks Tract. güldene Aepffel vor Jünglinge und Jungfrauen, wie auch eine Ehren-Krone vor die Männer und Matronen, oder: was es für eine Glückseeligkeit sey, wenn man bey zeiten fromm wird, und für eine besondere Ehre, wenn man ein alter Schüler Christi ist. Hamburg 1717.
- Erster Evangelischer Seegen in Hamburg. Weißenfels / Hamburg 1718.
- Neue geistliche Gedichte auff alle Sonn- und Festtage. 2 Theile. Eisenach 1718.
- Heilige Wochen-Arbeit. 4 Theile. Hamburg 1718 und 1719.
- Geistliche Bibliothek. Hamburg 1719.
- Predigten von neuen Menschen. Hamburg 1719.
- Communion-Buch. Weißenfels 1719.
- Epistolische Nachlese der ordentl. Epistel-Predigten. Hamburg 1720.
- Conc. Poenit. Hamburg 1720.
- Praef. vor Herr M. Phil. Frid. Hanens, Meckl. Leben und Thaten Ignatii Lojolae, berühmten Stifftern des Jesuiter Ordens. Rost(ock?) / Neu-Brandenburg 1721.
- Kurzer Beweis, dass das jetzige Bereinigungs-Wesen mit den sogenannte Reformierten oder Calvinisten dem ganzen Catechismo schnurstraks zuwider lauffe: nebst einem Anhange, darinnen die Bereinigungs-Punkte untersucht werden. Mit Genehmhaltung und Approbation C.C. Ministeriee. Hamburg 1721.
- Christlicher Unterricht, für die Jugend, wie die H. Advents-Zeit, das H. Christ-Fest und das Neue Jahr Gottfällig zu feyren sey. Hamburg 1727, urn:nbn:de:gbv:9-g-4887803.
- Das Gott Suchende, Und davon Lebende Hertz; In Morgen Und Abend-Segen, Buß-, Beicht- und Communion-Gebethen, Und andern Andachten . Hamburg: Felginer 1730, urn:nbn:de:gbv:48-1-17604.
- Praef. vor Herr Joh. Langemachs, gewesenen Pred. in Neustadt, im Holsteinischen, Catechißmus-Schule. Hamburg.
- Psalmen, Lobgesänge und Geistliche Lieder. 1755.
- Hern. Erdmann Neumeisters, Pastoris zu St. Jacobi in Hamburg, Aufheben heiliger Hände zu GOtt, das ist, Allerhand Gebethe zu andächtiger Ausübung eines wahren Christenthums, aus seinen Geistreichen Gebeth-Büchern zusammen getragen von einem Liebhaber der Neumeisterischen Schrifften. Hamburg 1756.